# Emile Berchem

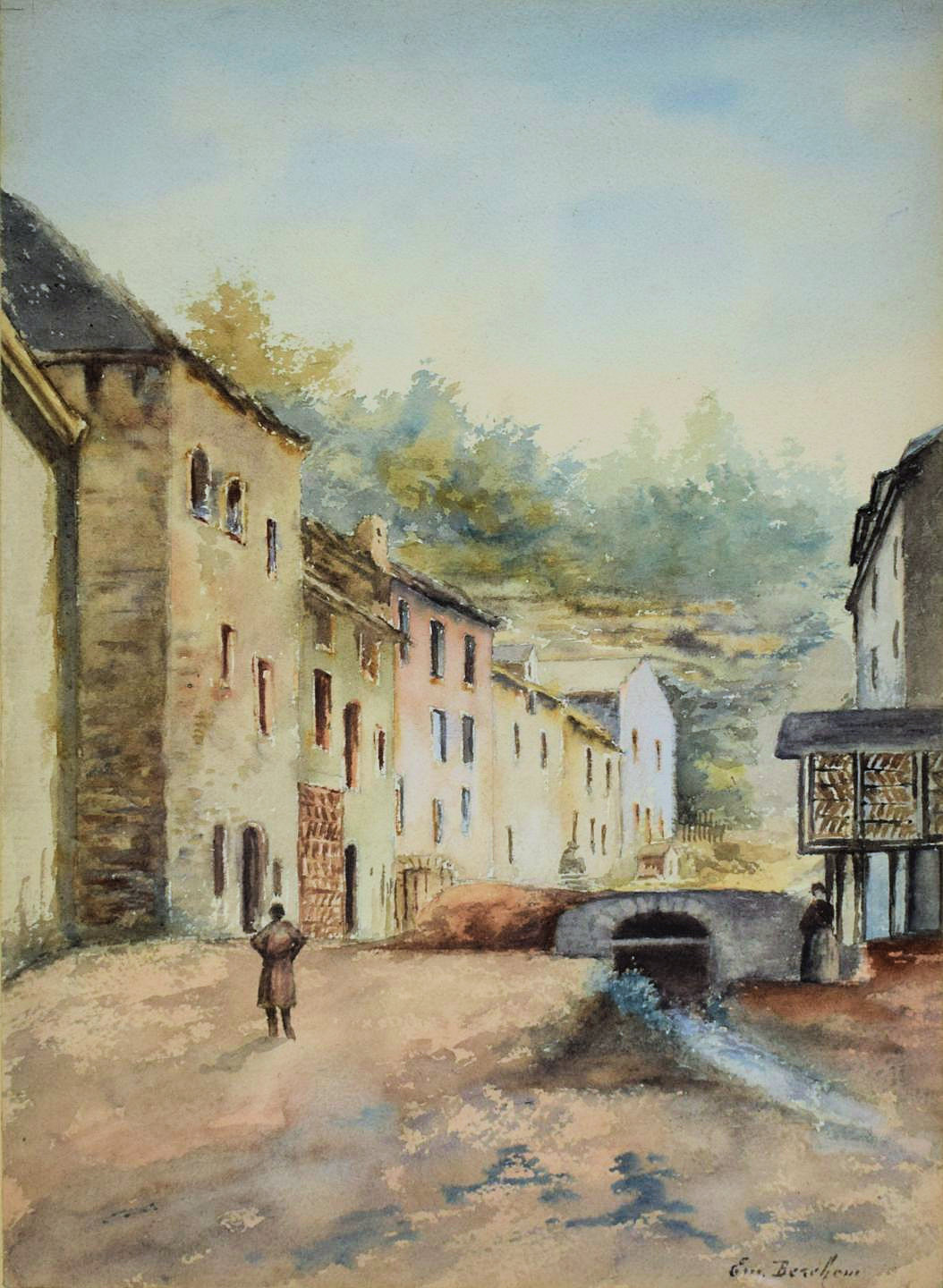
Grund, aquarel

Emile Gilles (Emile) Berchem (Luxemburg-Stad, 28 december 1837 – aldaar, 7 augustus 1918) was een Luxemburgs koopman, kunstschilder en tekenaar.

## Leven en werk
Emile Berchem was een zoon van Francois Hubert Berchem en Anne Berchem. Hij ontving de Penninger-studiebeurs en werd opgeleid aan het Athénée de Luxembourg. Net als zijn vader werd Berchem koopman in Luxemburg-Stad. Hij trouwde in 1862 met zijn nicht Anna Adèle Berchem (1843-1867) en hertrouwde met Franziska Müller (1848-1898). Berchem was vanaf 1874 lid en vanaf 1892 vicepresident van de Kamer van Koophandel. Hij was in 1880 een van de oprichters van de Société Anonyme du Casino de Luxembourg, die het Casino Luxembourg liet bouwen. In juli 1891 werd Berchem door groothertog Adolf van Luxemburg benoemd tot ridder in de Orde van de Eikenkroon.
Berchem ontdekte op latere leeftijd de schilderkunst en was als kunstenaar autodidact. Hij maakte figuratieve landschappen en stadsgezichten in aquarel en tekeningen in rood krijt. Hij nam onder meer deel aan de salon van de Cercle Artistique de Luxembourg in 1896, waar met vijftien doeken naast de veertien van Pierre Blanc opviel vanwege de hoeveelheid ingezonden werk. De recensent van de L'Indépendance luxembourgeoise vond dat Berchems werk niet zonder vaardigheden of bekwaamheid was, maar liet zien dat artistiek temperament iets is dat nooit aangeleerd kan worden: "Ces aquarelles démontrent que M. Berchem n'est pas sans adresse ni sans habileté, mais elles prouvent aussi que le tempérament artistique est chose qui ne s'apprend jamais. L’œuvre de M. Berchem ressemble donc trop à une collection de photographies coloriées où la nature se noie dans la banalité."
Emile Berchem overleed op 80-jarige leeftijd.

## Onderscheidingen
- 1891 Ridder in de Orde van de Eikenkroon

- Musée national d'archéologie, d'histoire et d'art: lkl000078